# 羅什福爾 (納沙泰爾州)
羅什福爾（法語：Rochefort，法語發音：[ʁɔʃfɔʁ] ⓘ）是瑞士納沙泰爾州的一个市镇，面積20.89平方公里，海拔高度759米，截至2018年12月31日总人口为1,239人。